# كارلوس ماريرو
كارلوس ماريرو (بالإسبانية: Carlos Marrero)‏ هو لاعب رماية فنزويلي، (و. 1914  م).

## وصلات خارجية
- كارلوس ماريرو على موقع أوليمبيديا (الإنجليزية)